# Tierra Herida
Tierra Herida es un álbum coral de Los Calchakis grabado en 2010 con el sello francés Abra Pampa. La obra completa está compuesta por los integrantes principales del grupo: Héctor Miranda y Sergio Arriagada, con una temática básicamente humanista y ecologista. La interpretación se completa con el Coro Polifónico de París dirigido por Enzo Gieco.

## Lista de canciones
1. Mensaje
2. Universo
3. Érase un planeta
4. A los niños
5. ¿Y usted?
6. Amazonas
7. El futuro
8. Los yatiris

## Integrantes
- Héctor Miranda
- Sergio Arriagada
- Enrique Capuano
- Pablo Urquiza
- Mario Contreras